# Аргос
Аргос (грч. Ἄργος Árgos) град је у Грчкој, у области Пелопонеза. Аргос припада округу Арголида у оквиру периферије Пелопонез, где је највеће градско насеље, али не и управно средиште префектуре (то је град Нафплио).

## Положај
Аргос се у истоименој малој, али плодној долини Арголиди, која је по граду и добила име. Ова долина смештена је у источном делу грчког полуострва Пелопонез. Северно и западно од града уздижу се планине, док се 15ак километара јужно од града налази Арголиски залив, део Егејског мора.

## Историја
Град Аргос основали су древни Микењани негде у 12. веку п. н. е.. Више векова град је био једно од најважнијих упоришта Микенске цивилизације. У 6. веку п. н. е. Аргос пада под утицај блиске Спарте (80 км југозападно од града), па град губи некадашњи значај, који није повратио до данас. Временом град пропада и остаје једино значајан као обласно утврђење које је током средњег века променило више господара (Византинци, Крсташи, Млеци, Турци). После оснивања савремене грчке државе 1821. године почело је поновно успостављање града на месту древног Аргоса. Данас је Аргос једно од најважнијих средишта Пелопонеза, са развијеном трговином и туризмом. У близини града налазе се остаци храма посвећеног богињи Хери.

## Становништво
По последњем попису из 2001. године општина Аргос имала је 29.228 становника, а сам град Аргос 24.239 становника.